# Valentina Rosamilia
Valentina Rosamilia (27 de enero de 2003) es una deportista de Suiza que compite en atletismo. Ganó una medalla de plata en el Campeonato Mundial de Atletismo Sub-20 de 2021, en la prueba de 800 m.